# Дебют Фабра
Дебют Фабра — дебют в международных шашках. Начало партии с первым ходом 1.34-29.
Носит имя экс-чемпиона мира Мариуса Фабра, который ввёл его в широкую практику.